# Герб Юхнова
Герб города «Юхнова» — административного центра Юхновского района Калужской области Российской Федерации.

## Описание герба и его символики
Герб Юхнова был Высочайше утверждён 10 октября 1780 года императрицей Екатериной II вместе с другими гербами городов Смоленского наместничества (ПСЗ, 1780, Закон № 15072)
В Докладе Сената было записано, что «… за правило поставлено, чтобы во всяком гербе Смоленского Наместничества в щите была часть из герба Смоленского наместничества, по примеру прежде уже опробованных гербов».
Герб Смоленска утверждённый, вместе с гербами Смоленского наместничества имел следующее описание: в серебряном поле на зелёной земле пушка с сидящей на ней райской птицей.
В соответствии с Законом № 15072 подлинное описание герба города Юхнова гласило:

«Три рѣки, стекаясь вмѣстѣ в зеленомъ полѣ, дѣлаютъ одну большую рѣку, что при городѣ семъ въ натурѣ и находится».

## История герба
В 1777 году Юхнов указом Екатерины II получил статус уездного города Юхновского уезда Смоленского наместничества.
Герб Юхнова был Высочайше утверждён 10 октября 1780 года, вместе с другими городами Смоленского наместничества.

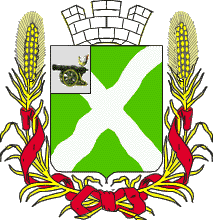
Проект герба Юхнова 1863 года

В 1863 году, в период геральдической реформы Кёне, был разработан проект нового герба Юхнова (официально не утверждён):
«В зелёном щите серебряный волнообразный косой крест. В вольной части герб Смоленской губернии. Щит увенчан серебряной стенчатой короной, обрамлён золотыми колосьями, соединёнными Александровской лентой».
С 1929 года Юхнов стал районным центром Юхновского района Сухиничского округа Западной области, с 1944 года в Калужской области.
В советский период исторический герб Юхнова (1780 года) не использовался.
В постсоветский период решение о возрождении или восстановлении исторического герба города в качестве официального символа Юхнова, городскими властями не принимались.